# 급수 (상하수도 공학)
급수(給水, Service)란 상수도에서 배수관을 통해 운반된 물을 사용자에게 공급하는 과정이다.

## 방식
급수 방식은 대표적으로 두 가지가 있다. 첫번째는 직결식 급수 방식으로, 관로 내 수압이 충분한 경우 사용한다. 두번째는 탱크식(저수조식) 급수방식으로, 관로 내 수압이 부족한 경우 적용하며, 재해 시, 단수 시, 물 확보가 필요한 경우에 유리하다는 장점이 있다.

## 급수량 종류
급수량은 사용 목적에 따라 분류한다. 가정용수, 영업용수, 공업용수, 공공용수, 소화용수가 있으며 나머지 누수되는 양만큼의 급수량을 불명수량이라고 한다.
- 가정용수: 가정에서 사용
- 영업용수: 식당, 호텔, 백화점 등에 사용
- 공업용수: 소규모 공장은 수돗물을 사용하고, 대규모 공장은 공업용수를 생산하는 전용수도를 통해 물을 공급받음
- 공공용수: 관공서, 학교, 병원, 도로 살수 등에 쓰임
- 소화용수: 화재 시 사용
- 불명수량: 배수, 급수관 누수, 소화전 또는 공공시설에서의 누수로 인한 수량

## 급수량 산정
급수량을 산정하는 것은 상하수도 시스템을 설계할 때 반드시 필요한 일이다. 도시, 마을, 공업단지 등의 상수도 수요를 예측하고 적절한 비용으로 적절한 규모의 시설을 설치하기 위해 급수량을 산정하는 일은 필수적이다.

### 계획 급수 인구
계획 급수 인구란 상수도의 물을 공급받는 인구를 말한다.
계획 급수 인구 = 급수 구역 내 총 인구 × 상수도 보급율(%)

### 계획 급수 인구 추정
계획 급수 인구를 추정하는 방법은 아래와 같은 방법들이 있다. 상수도의 계획 급수 인구에 대한 추정은 과거 약 20년간의 인구 자료를 보고 추정한다.

#### 등차급수방법

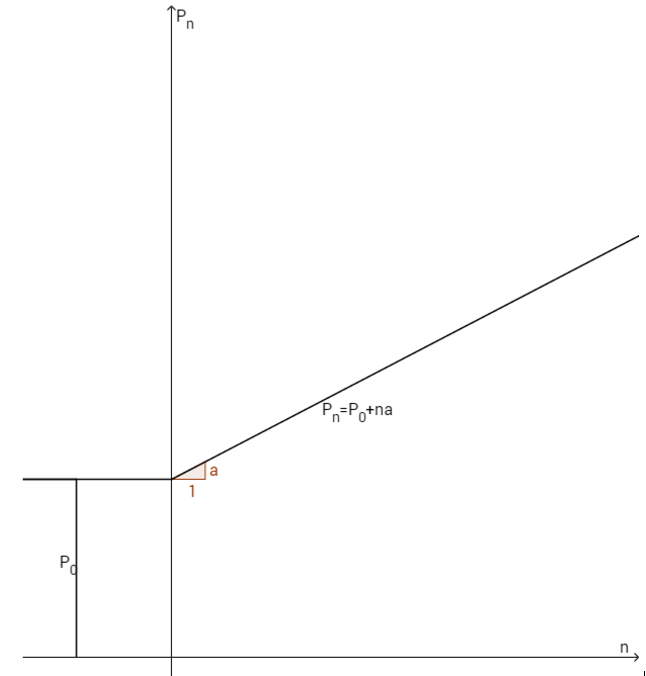
등차급수법 인구 추정

매년 일정한 숫자만큼 인구가 증가한다고 가정하는 방법이다. Pn을 n년 후 인구, P0를 현재 인구, Pt를 t년 전 인구, a를 연 평균 인구 증가량이라 하면,
{\displaystyle P_{n}=P_{0}+na=P_{0}+n{\frac {P_{0}-P_{t}}{t}}}

#### 등비급수방법

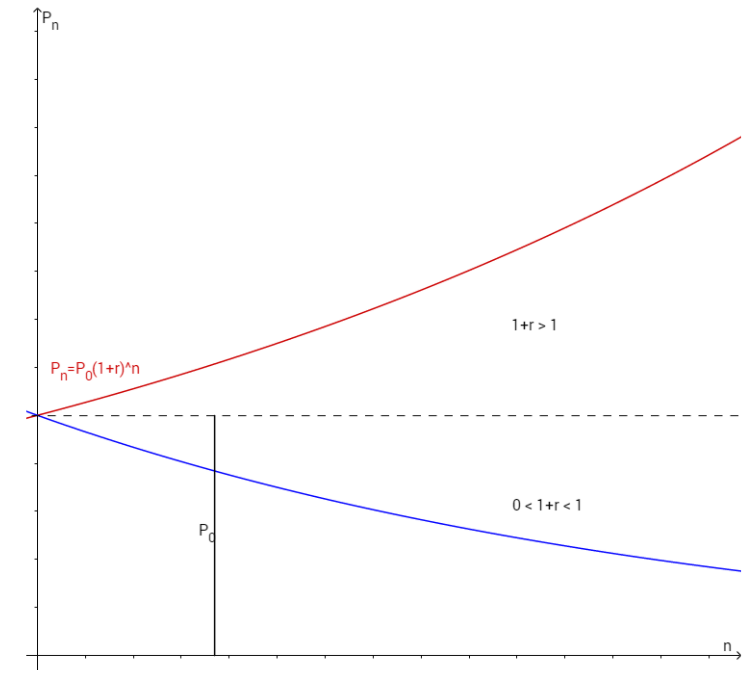
등비급수법 인구추정

매년 일정한 비율만큼 인구가 증가한다고 가정하는 방법이다. r을 연 평균 인구 증가율이라 하면,
{\displaystyle P_{0}=P_{t}(1+r)^{t}}
{\displaystyle r=\left({\frac {P_{0}}{P_{t}}}\right)^{\frac {1}{t}}-1}
{\displaystyle P_{n}=P_{0}(1+r)^{n}}
예를 들어 어떤 도시의 1995년 인구가 10900명, 1999년 인구가 12200명으로 조사되었다고 하자. 이 도시가 발전 가능성이 있으며, 일정한 인구증가율을 보인다고 가정할 수 있는 경우 등비급수 방법을 활용할 수 있다. 조사된 인구 자료를 토대로, 2005년의 인구를 추정한다면 우선 연평균 인구증가율 r부터 구한다.
{\displaystyle P_{99}=P_{95}(1+r)^{4}}
{\displaystyle r=\left({\frac {P_{99}}{P_{95}}}\right)^{\frac {1}{4}}-1=0.02857}
이제 1999년으로부터 6년 뒤인 2005년의 인구를 추정할 수 있다.
{\displaystyle P_{05}=P_{99}(1+r)^{6}=14447}명

#### 최소제곱법에 의한 방법
장래 인구수는 과거의 인구 통계자료를 가지고 연도에 따른 인구수의 방정식을 먼저 구한 뒤, 이를 이용해 계산하여 구한다.
n개의 연도와 인구 수 자료가 있다고 하자.
| 연도 | 인구 수 |
| ---- | ------- |
| x1   | y1      |
| x2   | y2      |
| …    | …       |
| xn   | yn      |

구하고자 하는 방정식은 Y = aX + b이다. 상수 a, b값을 안다면, 장래의 연도 x를 대입했을 때 장래 인구 수 y를 알 수 있을 것이다. a, b는 다음 연립방정식(정규방정식)을 풀어 계산한다.
{\displaystyle a\sum X^{2}+b\sum X=\sum XY}
{\displaystyle a\sum X+bn=\sum Y}
a, b는 다음 값으로 나타난다.
{\displaystyle a={\frac {n\Sigma XY-\Sigma X\Sigma Y}{n\Sigma X^{2}-\Sigma X\Sigma X}}}
{\displaystyle b={\frac {\Sigma X^{2}\Sigma Y-\Sigma X\Sigma XY}{n\Sigma X^{2}-\Sigma X\Sigma X}}}
예를 들어 1990년부터 1996년까지 기록된 인구 자료가 다음과 같다고 하자.
| 연도 | 인구(Y) |
| ---- | ------- |
| 1990 | 177800  |
| 1991 | 182500  |
| 1992 | 187000  |
| 1993 | 192300  |
| 1994 | 194500  |
| 1995 | 199200  |
| 1996 | 203700  |

계산의 편의를 위해 연도를 다음과 같이 치환한다.
| 연도(X) | 인구(Y) |
| -3      | 177800  |
| -2      | 182500  |
| -1      | 187000  |
| 0       | 192300  |
| 1       | 194500  |
| 2       | 199200  |
| 3       | 203700  |

정규방정식에 필요한 값들을 계산하면
{\displaystyle \sum X^{2}=(9+4+1)\times 2=28}
{\displaystyle \sum X=0}
{\displaystyle \sum XY=118600}
{\displaystyle \sum Y=1337000}
정규방정식에 이 값들을 대입하면 a, b를 알 수 있다.
{\displaystyle a\times 28=118600}
{\displaystyle b\times 7=1337000}
{\displaystyle {\begin{aligned}\therefore Y&=aX+b\\&=4235.714X+191000\\\end{aligned}}}
93년도가 0년으로 되었으므로 2000년은 X = 7을 대입하여 계산한다. 따라서 2000년의 인구 수는 220,650명으로 예측할 수 있다.

#### 로지스틱 커브방법

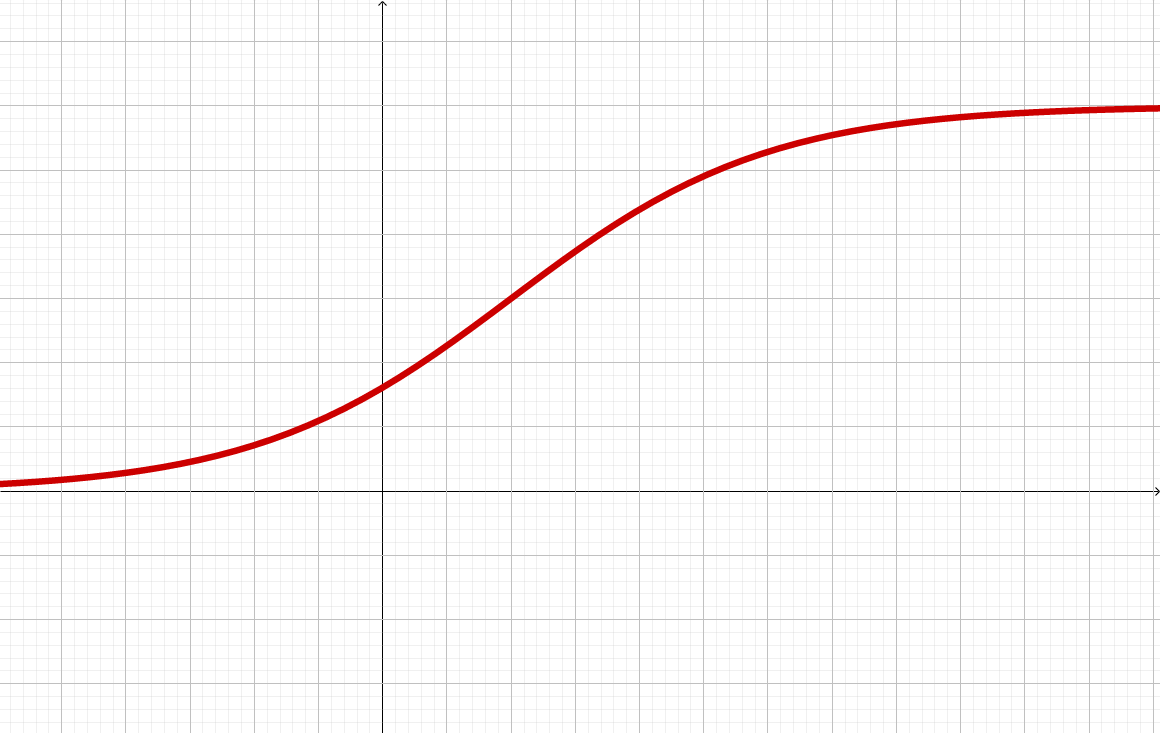
로지스틱 커브. 인구가 일정 한도 이상으로 증가하지 않는 것을 볼 수 있다

로지스틱 커브 방법(Logistic Curve, 논리 곡선법)은 먼저 포화 인구를 추정한 후에 인구 증가 곡선을 그리는 방법이다. 포화 인구를 K라 하고, a, b는 상수라고 할 때,
{\displaystyle P_{n}={\frac {K}{1+e^{a-bn}}}}
로지스틱 커브 방법은 장기간에 걸친 인구 추정에 적합한 방법이다. 이 방법은 인구가 계속해서 증가한다고 예측하지 않는다는 점에서 좋으나, 포화인구를 몇 명으로 가정할 것인가 정하기 힘든 난점이 있다.
상수 a, b는 다음으로 구한다.
{\displaystyle P_{n}+P_{n}e^{a-bn}=K}
{\displaystyle P_{n}e^{a-bn}=K-P_{n}}
{\displaystyle \log P_{n}+(a-bn)\log e=\log(K-P_{n})}
{\displaystyle \underbrace {\log P_{n}-\log(K-P_{n})} _{Y}=b\underbrace {n\log e} _{X}-\underbrace {a\log e} _{c}}
최소자승법을 이용해 b, c 계산
{\displaystyle b={\frac {n\Sigma XY-\Sigma X\Sigma Y}{n\Sigma X^{2}-\Sigma X\Sigma X}}}
{\displaystyle c={\frac {\Sigma X\Sigma XY-\Sigma X^{2}\Sigma Y}{n\Sigma X^{2}-\Sigma X\Sigma X}}}
c를 안다면 a 역시 구할 수 있다.
최소자승법에서 사용한 통계표를 이용해 2000년의 인구를 추정해보자. 포화인구 K = 350,000명이라고 예상했다고 하자.
| 연도(n) | 인구(y) |
| ------- | ------- |
| 1990    | 177800  |
| 1991    | 182500  |
| 1992    | 187000  |
| 1993    | 192300  |
| 1994    | 194500  |
| 1995    | 199200  |
| 1996    | 203700  |

로지스틱 곡선식은
{\displaystyle y={\frac {K}{1+e^{a-bn}}}}
최소제곱법을 쓰기 위해 식을 정리하면
{\displaystyle \underbrace {\log y-\log(K-y)} _{Y}=b\underbrace {n\log e} _{X}+\underbrace {-a\log e} _{c}}
여기에 대한 정규방정식은
{\displaystyle b\sum X^{2}+c\sum X=\sum XY}
{\displaystyle b\sum X+cn=\sum Y}
계산의 편의를 위해 연도를 치환하고, 필요한 값들을 표로 만들어둔다.
| 연도(n) | 인구(y) | K - y  |
| -3      | 177800  | 172200 |
| -2      | 182500  | 167500 |
| -1      | 187000  | 163000 |
| 0       | 192300  | 157700 |
| 1       | 194500  | 155500 |
| 2       | 199200  | 150800 |
| 3       | 203700  | 146300 |

정규방정식의 미지수 b, c를 계산하기 위한 값들을 구한다.
{\displaystyle {\begin{aligned}\sum X^{2}=\sum (n\log e)^{2}&=\sum n^{2}\times (\log e)^{2}\\&=(9+4+1)\times 2\times (\log e)^{2}\\&=5.281\end{aligned}}}
{\displaystyle \sum X=\sum n\log e=\log e\sum n=0}
{\displaystyle {\begin{aligned}\sum XY&=\sum n\log e[\log y-\log(K-y)]\\&=\log e\sum n[\log y-\log(K-y)]\\&=\log e\times 0.5943593605\\&=0.2581269905\end{aligned}}}
{\displaystyle {\begin{aligned}\sum Y&=\sum [\log y-\log(K-y)]\\&=0.5587721677\\\end{aligned}}}
정규방정식은 다음과 같이 간단해진다.
{\displaystyle b\times 5.281=0.2581269905}
{\displaystyle c\times 7=0.5587721677}
b, c를 계산하면
{\displaystyle b=0.04887843032}
{\displaystyle c=0.07982459539=-a\log e}
{\displaystyle a=-0.183802923}
{\displaystyle \therefore y={\frac {350000}{1+e^{-0.183802923-0.04887843032n}}}}
2000년은 n = 7이므로 대입하면 219,988명이 됨을 예측할 수 있다.

#### 지수곡선식법
Peggy 함수식법이라고도 부른다.
{\displaystyle P_{n}=P_{0}+An^{a}}
{\displaystyle \log(P_{n}-P_{0})=\log A+a\log n}
{\displaystyle Y=b+aX}
여기서 최소제곱법을 이용해 a, b 계산한다.
{\displaystyle a={\frac {n\Sigma XY-\Sigma X\Sigma Y}{n\Sigma X^{2}-\Sigma X\Sigma X}}}
{\displaystyle b={\frac {\Sigma X^{2}\Sigma Y-\Sigma X\Sigma XY}{n\Sigma X^{2}-\Sigma X\Sigma X}}}
위에서 사용한 같은 예시를 가지고 지수곡선식으로 인구예측을 해보자.
| 연도 | 인구(Pn) |
| ---- | -------- |
| 1990 | 177800   |
| 1991 | 182500   |
| 1992 | 187000   |
| 1993 | 192300   |
| 1994 | 194500   |
| 1995 | 199200   |
| 1996 | 203700   |

1990년을 0으로 치환하고, 지수곡선식에 필요한 계산을 위해 {\displaystyle P_{n}-P_{0}}를 나열한다.
| 연도(n) | Pn - P0 |
| 0       | 0       |
| 1       | 4700    |
| 2       | 9200    |
| 3       | 14500   |
| 4       | 16700   |
| 5       | 21400   |
| 6       | 25900   |

정규방정식은
{\displaystyle a\sum X^{2}+b\sum X=\sum XY}
{\displaystyle a\sum X+bn=\sum Y}
미지수 계산을 위해,
{\displaystyle \sum X^{2}=\sum (\log n)^{2}=1.774818419}
{\displaystyle \sum X=\sum \log n=2.857332496}
{\displaystyle \sum XY=\sum \log n\times \log(P_{n}-P_{0})=12.182}
{\displaystyle \sum Y=\sum \log(P_{n}-P_{0})=24.7636837}
이것을 정규방정식에 대입하면 다음과 같은 연립 이차방정식이 된다. 두번째 식에서 n = 6이다. log 0은 정의되지 않으므로 제외하기 때문이다.
{\displaystyle {\begin{array}{lcr}a\times 1.774818419+b\times 2.857332496&=&12.182\\a\times 2.857332496+b\times 6&=&24.7636837\end{array}}}
따라서
{\displaystyle a=0.9393697131}
{\displaystyle b=3.679932016=\log A}
{\displaystyle A=4785.551739}
{\displaystyle \therefore P_{n}=P_{0}+4785.551739n^{0.9393697131}}
{\displaystyle P_{2000}=219,420}명

#### 기타
- 감소 증가율법
- 비상관법(Ratio and Correlation method)
- 타 도시와의 비교법

### 계획 급수량의 종류

#### 계획 1일 평균 급수량
정수 약품, 전력 사용량 산정, 유지관리비, 상수도 요금 산정, 저수지 설계 기준 수량에 필요한 급수량으로, 수도 재정 계획에 필요하다. 계획 1일 평균 급수량은 계획 1일 최대 급수량의 70-85%를 표준으로 한다.
{\displaystyle {\begin{aligned}{\text{계 획  1일  평 균  급 수 량 }}&={\frac {\text{1년  간  총  급 수 량}}{365}}\\&={\text{(계 획  1일  최 대  급 수 량 )}}\times {\begin{cases}0.70&{\text{(중 소  도 시 )}}\\0.85&({\text{대 도 시 , 공 업  도 시 }})\end{cases}}\\\end{aligned}}}
생활 수준이 높고 공업도시일수록 1인 1일 평균급수량이 증가한다. 수도 요금을 정액제로 할 때가 종량제로 할 때보다 1인 1일 평균급수량이 커진다. 수압이 높을수록 수량이 증가하기 때문에 평균 급수량 역시 증가한다.

#### 계획 1일 최대 급수량
상수도 시설 규모, 1일 계획 취수량 결정의 기준이 되는 급수량이다. 계획 1인 1일 최대 급수량에 첨두율인 1.5나 1.3을 곱하여 구한다.
{\displaystyle {\begin{aligned}{\text{계 획  1일  최 대  급 수 량 }}&=({\text{계 획  1인  1일  최 대  급 수 량 }})\times ({\text{계 획  급 수  인 구 }})\\&=({\text{계 획  1인  1일  최 대  급 수 량 }})\times {\begin{cases}1.5&{\text{(중 소 도 시 )}}\\1.3&{\text{(대 도 시 , 공 업  도 시 )}}\end{cases}}\\\end{aligned}}}

#### 계획 시간 최대 급수량
1일 중 사용 수량이 최대가 될 때의 1시간 당 급수량이다. 배수본관의 설계 시 이용된다.
{\displaystyle {\text{계 획  시 간  최 대  급 수 량 }}={\frac {\text{계 획  1일  최 대 급 수 량}}{24}}\times {\begin{cases}2.0&{\text{(농 촌 , 주 택  단 지 , 소 도 시 )}}\\1.5&{\text{(중 소 도 시 )}}\\1.3&{\text{(대 도 시 , 공 업  도 시 )}}\\\end{cases}}}

#### 월 최대급수량
1인 1일 평균급수량 X 30 X 1.25

#### 1일 최소급수량
1일 평균급수량 X 0.6

## 참고 문헌
- 노재식; 한웅규; 정용욱 (2016). 《토목기사 대비 상하수도 공학》. 한솔아카데미. ISBN 9791156562344.
- 이종형 외. 《상하수도 공학》 5판. 구미서관.